# 바오푸
바오푸(베트남어: Bảo Phù / 寶符 보부 / 1273년 ~ 1278년)은 베트남 쩐 왕조(陳朝) 성종(聖宗) 쩐호앙(陳晃)의 두번째 연호이다.

## 개원
- 티에우롱(紹隆) 16년 1월 1일[1](율리우스력 1273년 1월 21일)에 연호를 바오푸(寶符)로 개원함.[2][3]

- 바오푸(寶符) 7년 1월 1일[4](율리우스력 1279년 2월 13일)에 연호를 티에우바오(紹寶)로 개원함.[2][3]

## 연대 대조표
| 바오푸 | 서기(西紀) | 간지(干支) | 남송 연호                | 원나라 연호     |
| 원년   | 1273년     | 계유(癸酉) | 함순(咸淳) 9년           | 지원(至元) 10년 |
| 2년    | 1274년     | 갑술(甲戌) | 함순 10년                | 지원 11년       |
| 3년    | 1275년     | 을해(乙亥) | 덕우(德祐) 원년          | 지원 12년       |
| 4년    | 1276년     | 병자(丙子) | 덕우 2년 경염(景炎) 원년 | 지원 13년       |
| 5년    | 1277년     | 정축(丁丑) | 경염 2년                 | 지원 14년       |
| 6년    | 1278년     | 무인(戊寅) | 경염 3년 상흥(祥興) 원년 | 지원 15년       |

## 동시대 연호

### 중국(몽골)
남송(南宋)
- 함순(咸淳) (1265년 ~ 1274년)
- 덕우(德祐) (1275년 ~ 1276년)
- 경염(景炎) (1276년 ~ 1278년)
- 상흥(祥興) (1278년 ~ 1279년)

원(元)
- 지원(至元) (1264년 ~ 1294년)

### 일본
- 분에이(文永) (1264년 ~ 1275년)
- 겐지(建治) (1275년 ~ 1278년)
- 고안(弘安) (1278년 ~ 1288년)

## 같이 보기
- 베트남의 연호